# Miss Davis
Miss Davis (c. 1726-después de 1755) fue una cantante, música y compositora irlandesa nacida en Dublín. Su madre, que era cantante, la promocionó como niña prodigio. Su padre tocaba el clavicordio. Miss Davis debutó en Londres el 10 de mayo de 1745. Luego compondría e interpretaría sus propias obras, ninguna de las cuales sobrevivió.
En 1755 el Dublin Journal publicó una noticia reportando que Miss Devis se había retirado como intérprete, pero continuaba impartiendo clases a señoritas. Se cree que murió en Dublín.